# 深情密碼
《深情密碼》，台灣偶像劇，共有19集，制作人柴智屏、蕭定一，由周渝民、朴恩惠、許志安及賴雅妍領銜主演；並由馮淬帆、王傳一、靳東及李晟聯合主演。分別於台灣中視、東森戲劇台、香港無綫收費電視無綫劇集台播出。

## 劇情
劇情主要講述了身為天之驕子的戚偉易與不幸女孩趙深深之間的愛情故事。他的生命即將在一年後淪為沉寂。而沉默的她竟然愛上了另一個世界的他。
命運的攪局拉扯著她和他，但，緊緊捆綁著他們的——是那段滿載歡樂的美麗回憶。
故事開始在偉易十三歲的那年。萬千寵愛在一身的戚偉易因一次意外被送進鄉間唯一的醫院。在百無聊賴的休養中，偉易偶然發現一箇舊式醫院的防空避難室。透過避難室裡一個小祕密，他邂逅了少他兩歲、因意外失去了聲音的韓國少女趙深深，並且衍生了一段青澀的純愛。然而，因為一連串的陰錯陽差，深深與偉易完全斷了音訊。十三年後，偉易面對著日理萬機的業務，承受著父母要他接班的期待，全然沒有驚濤駭浪的人生，造就了自信而耀眼的他。那天，偉易毫不手軟的開除了一名資深員工，不料第二天，一個啞女和一個流氓般的傢伙卻來跟他討公道!偉易萬萬沒想到，啞女就是十三年前的趙深深。因為深深的正義感，偉易對這個啞女留下深刻的印象和好感。而在緣份的牽引下，兩個人一次又一次地遇上。雖然每次都會為小事而鬥氣，但看著深深比著手語的樣子，偉易覺得充滿美妙的生命力!而與偉易臺槓，也成為了深深沉默的生活中，一首動聽的插曲。就在此時，“不幸”驟然降臨在偉易身上。醫師證實了偉易罹患肝癌，僅剩下三個月的生命。突然間，偉易想起了那一個約定，十三年前，他跟深深一起埋下的時空膠囊，說好了十年後開啟的青春記憶…… 偉易毅然與未婚妻解除婚約，來到二人約定的地方。當死神的腳步逼近著偉易，命運竟安排他和趙深深重逢了!趙深深，竟然就是那個啞女。生命將結的偉易，決定隱瞞自己的身份，卻一點一滴的因為深深而改變、因為深深而要好好的為最後的三個月活下去。然而偉易的父親振洋卻為兒子因一個來路不明的啞女改變而震怒，決定親自解決障礙。為了保護深深，偉易答應振洋回臺灣接受治療。在偉易離開青島那天，深深才意外得知，偉易就是當年的純愛。深深得知偉易只剩下不到三個月的生命!壓抑在深深心底的愛此時全然潰堤了。

## 演員表
主要角色
| 角色   | 演員           | 粵語配音 | 暱稱/職業/介紹 | 登場集數                 |
| 戚偉易 | 周渝民（成年） | 蘇強文   | 25歲，因父親的管教而被迫放棄自己從小的夢想，只能走父親安排的路，到公司擔任總經理的職位，與父親一直有著隔閡。在知道自己罹患肝癌只剩下三个月的生命後，覺得無法給未婚妻曉光幸褔，決定和曉光解除婚約，並讓曉光幫忙隱瞞病情，過世前特地錄了好幾份錄影帶留給母親，希望母親在他離開後也能不孤單。在人生的最後的一段時間裡和趙深深重逢，原本冷酷的個性也受到深深的影響而改變，與深深相戀後縱使病情不斷惡化依然刻意隱瞞，不希望深深擔心和難受，直到最後一集抱病前往游泳池觀賽時因身體過於不適而落入水中，才讓深深知道原來自己的愛人命不久矣，最後與深深躺在草地上一起聽著童年時期兩人喜歡的歌曲，靜靜地離開人世 | 全劇                     |
| 戚偉易 | 余晉（童年）   | 沈小蘭   | 12歲的戚偉易，因拿了游泳比賽冠軍遭到同儕憎恨而被打傷，在住院的日子裡認識了無法說話的深深，知道深深難過母親的逝世，一直在旁給予安慰並教她做“Lucky Star”的手勢，告訴她想念的人都住在Lucky Star的星球上守護著最愛的人。在離開醫院前曾留下電話號碼給深深，一直等著深深打電話給他 | 1-2、5、7、9、13、19     |
| 趙深深 | 朴恩惠（成年） | 曾秀清   | 25歲，啞女，小時候發生車禍，驚嚇過度而失聲，卻沒有因此而自暴自棄，依然十分樂觀開朗，不覺得自己不能說話會影響生活，更是個知足的女孩，從小與左鈞和左父生活在一起就像一家人，對她來說這樣的生活就很快樂。在長大後與成為總經理的偉易重逢，從原先不知道彼此的名字僅知道是企業的總經理，到之後的互相幫助，慢慢產生感情，後來發現原來小時候在等的人就在身邊，兩人經歷了各種波折終於確認了感情而相愛，最後一集在游泳池邊叫出戚偉易的名字，同時也知道了偉易的病情，最後在草地上陪偉易聽著童年喜愛的歌曲，讓偉易在人生的最終站能快樂的結束。偉易過世後，在海邊對著天空比出了Lucky Star的手勢來懷念偉易。         | 全劇                     |
| 趙深深 | 黃安琪（童年） | 曾秀清   | 12歲的趙深深。因發生車禍而在醫院認識了偉易，兩人的緣分開始萌芽，常一起分享生活，在偉易離開醫院後，心裡也一直有著偉易的位置更記得彼此童年時在醫院的時光和兩人的約定，曾鼓起勇氣打電話給偉易，然而因為自己失聲的問題而無法讓偉易知道打來的是自己，後更因左鈞將偉易的聯絡電話藏了起來，讓她與偉易斷了唯一的聯繫機會 | 1-3、5、7、9、11、17、19 |
| 左鈞   | 許志安（成年） | 陳振安   | 27歲，和趙深深是青梅竹馬，從小就一直喜歡趙深深，為了阻止深深與偉易在一起不擇任何手段，因為太害怕深深離開所以與徐莉、曉光都曾合作過，後來發現這樣只會讓自己過得更加難受，最後選擇放手，祝褔深深 | 全劇                     |
| 左鈞   | 楊弦豫（童年） |          | 14歲的左鈞 | 1-3、5                   |
| 米曉光 | 賴雅妍         | 梁少霞   | 25歲，原是戚偉易的未婚妻，因偉易命不久矣而被迫選擇解除婚約並幫偉易隱瞞病情，深愛偉易的她，仍然一直想陪在偉易身邊，縱使被偉易拒絕也不願放棄，十分嫉妒趙深深能得到偉易的愛，甚至更嘲諷過深深，然而自己終究不快樂。之後在至燁慢慢的開導和陪伴下，自己漸漸的想通也祝褔偉易與深深 | 1-18                     |

其他角色
| 角色   | 演員   | 粵語配音 | 暱稱/職業/介紹 | 登場集數                 |
| 黃至燁 | 王傳一 | 黃啟昌   | 19歲，暱稱Yellow，米曉光好哥們，愛慕米曉光 | 2、5-7、11、13-18        |
| 左父   | 馮淬帆 |          | 左鈞之父，香港人，工作關係，帶著左鈞到台灣居住。因為兒子左鈞童年時曾帶深深逃課而致深深出意外無法再說話，所以一直對深深很內疚，將深深當做自己的女兒看待 | 1-3、6-7、9、11-17       |
| 徐淑妍 | 金玉嵐 | 雷碧娜   | 趙深深之母。深深在住院期間，因為每天前往醫院照顧，導致疲勞過度，在一場意外中過世 | 1、17                    |
| 胡漢新 | 靳東   | 雷霆     | 醫生，與戚偉易、米曉光是大學同學兼好友，喜歡曉光 | 5-11、19                 |
| 蘇醫師 | 蘇永康 | 陈廷轩   | 趙深深與戚偉易童年時期在醫院認識的醫生 | 8                        |
| 黃至玲 | 林美秀 | 黃鳳英   | 黃至燁的姊姊 | 12-18                    |
| 徐莉   | 陳珮騏 | 陸惠玲   | 戚偉易同父異母的姊姊，戚振洋與前妻生的女兒。因父親在她幼年時就為了名利而丟下她和母親，使她一直怨恨戚家，長大後甚至到父親公司擔任特助的工作以利向戚家復仇，一步步的刻意鬆動戚家人的關係，想讓戚家慢慢分崩離析。之後才發現原來深深的父親其實就是自己與母親的恩人，在最後一集幫助了深深，開車載深深到阿翰的游泳比賽地點見偉易 | 3-6、8-11、14-15、17-19  |
| 萬美如 | 劉瑞琪 | 沈小蘭   | 戚偉易之母。當年透過自己父親的安排與戚振洋結婚，明知戚振洋娶她是經濟利益的因素，卻仍然一直愛著戚振洋，但因為婚後總得不到丈夫的關心與重視，精神狀況長期不佳 | 1-2、4、7、10-19         |
| 戚振洋 | 劉尚謙 |          | 戚偉易之父，集團董事長，因經濟利益關係與萬美如結婚，拋棄了原本的家庭 | 1-2、4、7、11-19         |
| 劉總管 | 管謹仲 |          | 戚家總管家 | 2-4、7、10-11、13、15-17 |
| 扁豆叔 | 黃達亮 | 陳曙光   | 製衣師傅 | 3-6、8、10-11            |
| 楊平   | 張浩文 |          | | 4-6、8、10-11、19        |
| 江玲   | 李晟   | 張頌欣   | 江翰的姊姊 | 3-6、8、11、19           |
| 江翰   | 孫戈   | 雷碧娜   | 江玲的弟弟。與姐姐相依為命，是個相當懂事的孩子。因為父親是溺水死亡的，所以對水很恐懼，在戚偉易的幫助下克服了心理障礙並拿到了游泳比賽的冠軍 | 3-6、8、10-11、19        |
| 阿福   | 劉昌偉 |          | 小紅的丈夫。 | 3-6、10-11               |
| 小紅   | 許雅文 |          | 阿福的妻子。 | 3-6、8、10-11            |

## 原聲帶
《深情密碼》電視原聲帶由新力博德曼製作發行，片數為1CD。原聲帶中收錄了劇中所有歌曲和部分配樂。台灣於2006年9月13日發行。
| 曲序 | 曲目                               |                            | 作曲                                          | 编曲           | 演唱         | 时长 |
| ---- | ---------------------------------- | -------------------------- | --------------------------------------------- | -------------- | ------------ | ---- |
| 1.   | 靜靜的（片頭曲）                   | 林唯                       | 梁介洋                                        | 陳飛午         | 庾澄慶       | 4:08 |
| 2.   | 熟悉的溫柔（片尾曲）               | 林唯                       | PARK Jong Seo                                 | 周恆毅         | 周渝民       | 5:32 |
| 3.   | 轉身的時候                         | 柴智屏                     | KIM Deuk Su、 KIM Dong Wook                   | 洪信傑         | 賴雅妍       | 4:48 |
| 4.   | 赤裸                               | 崔惟楷                     | Marc Nelkin、 Tobias Erik Karlsson、 Jim Dyke | 蔡科俊 (Again) | 周蕙         | 3:17 |
| 5.   | 微笑眼淚                           | 周佳佑                     | 溫晉禾                                        | G-Wave         | 梁一貞       | 4:30 |
| 6.   | Try To Remember                    | Tom Jones、 Harvey Schmidt | Tom Jones、 Harvey Schmidt                    |                | 四兄弟合唱团 | 2:55 |
| 7.   | 幸運之星-輕快甜蜜 (演奏版)（配樂） |                            | PARK Jong Seo                                 | G-Wave         |              | 1:55 |
| 8.   | 最美麗的悲歌 (演奏版)（配樂）      |                            | 梁介洋                                        | 京延           |              | 2:44 |
| 9.   | 悲傷之卷 (演奏版)（配樂）          |                            | PARK Jong Seo                                 | G-Wave         |              | 4:27 |
| 10.  | 深情密碼-兩小無猜 (演奏版)（配樂） |                            | 梁介洋                                        | 京延           |              | 1:09 |

## 獎項
| 年份 | 頒獎典禮     | 獎項               | 名單   | 結果 |
| ---- | ------------ | ------------------ | ------ | ---- |
| 2007 | 第42屆金鐘獎 | 戲劇節目類男配角獎 | 許志安 | 提名 |
| 2007 | 第42屆金鐘獎 | 戲劇節目類女配角獎 | 劉瑞琪 | 提名 |
| 2007 | 第42屆金鐘獎 | 美術設計獎         | 王詩蕙 | 提名 |

## 中視無線台收視率
| 集數     | 播映日期      | 平均收視率 | 收視排名 |
| -------- | ------------- | ---------- | -------- |
| 1        | 2006年5月21日 | 1.84       | 2        |
| 2        | 2006年5月28日 | 2.36       | 2        |
| 3        | 2006年6月4日  | 2.45       | 2        |
| 4        | 2006年6月11日 | 2.46       | 2        |
| 5        | 2006年6月18日 | 2.87       | 2        |
| 6        | 2006年6月25日 | 2.14       | 2        |
| 7        | 2006年7月2日  | 3.09       | 2        |
| 8        | 2006年7月9日  | 2.86       | 2        |
| 9        | 2006年7月16日 | 3.47       | 2        |
| 10       | 2006年7月23日 | 3.08       | 2        |
| 11       | 2006年7月30日 | 2.93       | 2        |
| 12       | 2006年8月6日  | 3.05       | 2        |
| 13       | 2006年8月13日 | 2.50       | 2        |
| 14       | 2006年8月20日 | 2.73       | 2        |
| 15       | 2006年8月27日 | 3.10       | 2        |
| 16       | 2006年9月3日  | 2.66       | 2        |
| 17       | 2006年9月10日 | 2.37       | 2        |
| 18       | 2006年9月17日 | 2.20       | 2        |
| 19       | 2006年9月24日 | 3.20       | 2        |
| 平均收視 | 平均收視      | 2.65       | 2.65     |

- 由AGB尼爾森調查，調查範圍是四歲以上收看電視之觀眾。中時娛樂
- 此時期時段收視冠軍前期為愛情魔髮師，後期為微笑Pasta。

## 外部連結
- 中視 官方網站
- 東森電視 官方網站 （页面存档备份，存于）
- 互联网电影数据库（IMDb）上《深情密碼》的资料（英文）
- 豆瓣电影上《深情密碼》的資料 （简体中文）
- 时光网上《深情密碼》的資料（简体中文）

## 作品的變遷
| 台灣 中視 星期日22:00              | 台灣 中視 星期日22:00                  | 台灣 中視 星期日22:00 |
| ---------------------------------- | -------------------------------------- | --------------------- |
|                                    | 深情密碼 （2006.05.21 - 2006.09.24）   |                       |
| 愛殺17 （2006.02.19 - 2006.05.14） | 星蘋果樂園 （2006.10.01 - 2006.12.31） |                       |

| 台灣 東森戲劇台 星期六22:00 | 台灣 東森戲劇台 星期六22:00          | 台灣 東森戲劇台 星期六22:00 |
| --------------------------- | ------------------------------------ | --------------------------- |
|                             | 深情密碼 （2006.05.27 - 2006.09.30） |                             |
| 待查                        | 待查                                 |                             |